# Alophoixus frater
El bulbul fraile (Alophoixus frater) es una especie de ave paseriforme de la familia Pycnonotidae endémica del subarchipiélago filipino de Palawan. Hasta 2010 se consideraba una subespecie del bulbul bres.